# Конотопський музей авіації
Коното́пський музей авіації — музей авіаційної техніки просто неба в Конотопі на Сумщині. Розташований на території колишньої авіаційної військової частини, навпроти авіаремонтного заводу «Авіакон».
Створений 2008 року міською владою у співробітництві із заводом «Авіакон». Музей авіації є відділенням міського краєзнавчого музею імені О. М. Лазаревського.

## Історія
Історія Конотопського музею авіації розпочалася 2004 року зі створення оглядового майданчику зразків авіатехніки на території 72-ї навчальної авіаційної бази під час її розформування. Його експозицію тоді становили три типи списаних вертольотів 72 АБ(н) сімейства Міля: Мі-2, Мі-8Т і Мі-24К і Мі-6А, наданим Державним підприємством Міністерства оборони України — Конотопський авіаційний ремонтний завод «Авіакон». Після розформування 72АБ(н) вертольоти перебували на балансі авіаційної комендатури, а після її розформування, у 2005 році, як техніка Міноборони України, була передана до Луганського авіаційного ремонтного заводу і потрапила у створений при заводі авіаційно-технічний музей, де і перебуває донині.

Експозиція музею авіації в Конотопі

2007 року за ініціативи міської влади розпочалась робота з пошуку та отримання авіаційної техніки для створення музею авіації. На початку 2008 року Міноборони України ухвалило рішення про передачу 4 вертольотів від МОУ до основного фонду Конотопського міського краєзнавчого музею імені О. М. Лазаревського, у складі якого почав створюватись відділ «Музей авіації». Завод «Авіакон» взяв безпосередню участь у створенні музею. На підприємстві виконано велику роботу з приведення вертольотів до стану музейних експонатів. ДП МОУ «Авіакон» надав у авіаційну експозицію «Музею авіації» перший бойовий вертоліт СРСР Мі-24А. Музей авіації був відкритий на День міста 6 вересня 2008 року як структурний підрозділ — відділ краєзнавчого музею. Сьогодні музей є одним із 5-ти унікальних музеїв авіації в Україні[джерело?].
2017 року на території музею був виявлений німецький військовий бункер часів німецько-радянської війни. Протягом 2018—2019 рр. тривав збір коштів на реставрацію бункера та відкриття в ньому нової музейної експозиції, присвяченої історії Конотопського аеродрому з 1912 по 1941 рік. Навесні 2019 року розпочалися відновлювальні роботи. 7 вересня 2019 року відреставрований бункер з новою експозицією відкрито для відвідувачів.

## Експозиція
У музейній експозиції виставки просто неба представлені 6 радянських гелікоптерів, розроблених ДКБ імені М. Л. Міля, кожен з яких має свої особливості:
- легкий багатоцільовий вертоліт Мі-1Т — первісток радянського серійного вертольотобудування;
- легкий багатоцільовий вертоліт Мі-2;
- середній багатоцільовий Мі-8Т, який широко використовується в цивільній авіації та Збройних Силах;
- транспортно-бойові Мі-24А і Мі-24В;
- повітряний пункт управління Мі-6ВзПУ (більше відомий як Мі-6АЯ або Мі-22);
- навчально-бойовий літак Л-39, перетворений на пам'ятник льотчикам-інструкторам 105-го навчального авіаполку, встановлений 1998 р.

Існує додаткова можливість відвідати салони та кабіни гелікоптерів.

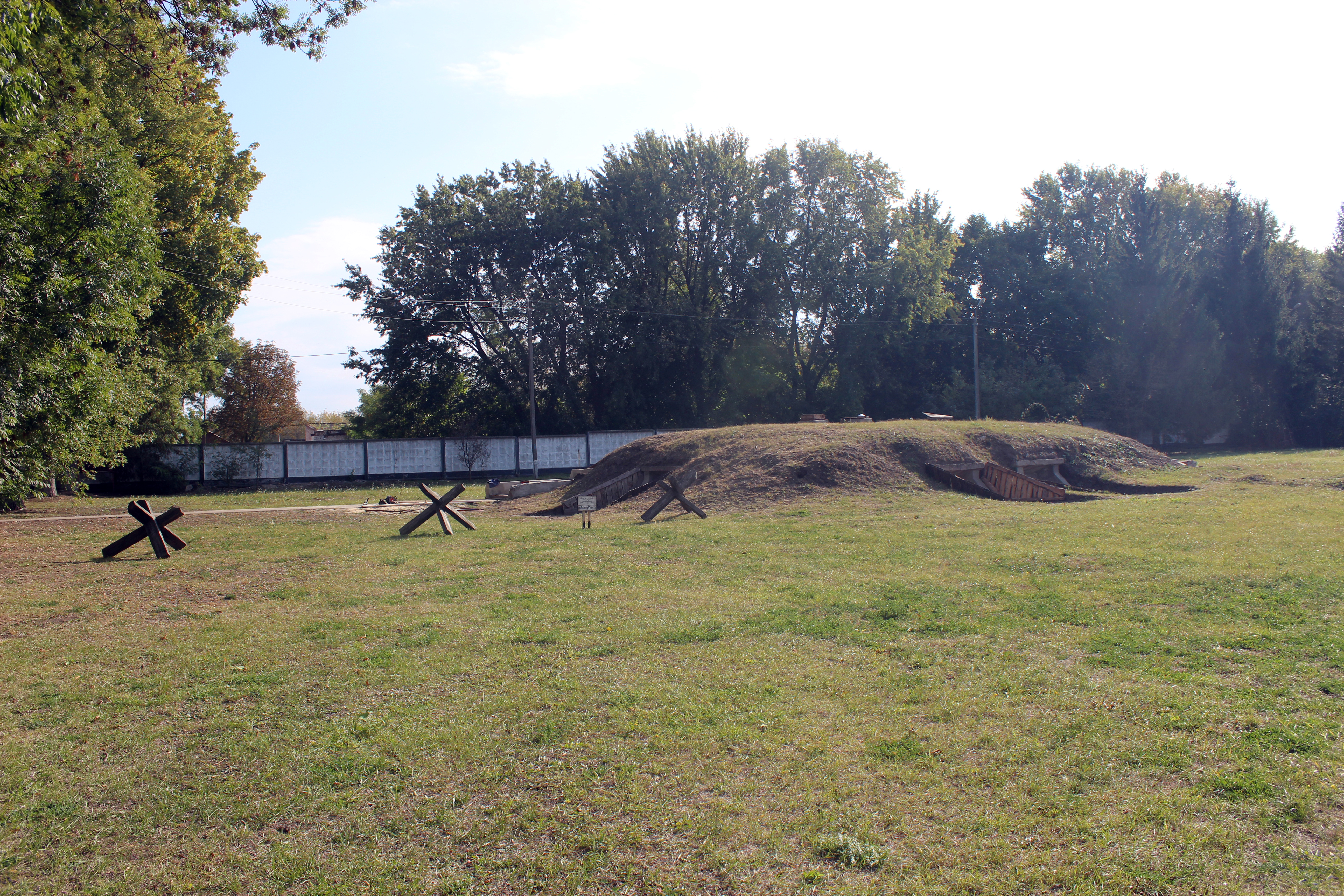
Бункер на території музею авіації в Конотопі

Окрім експонатів авіаційної техніки просто неба, музей має й криту експозицію, яка включає значну кількість фотоматеріалів, масштабні моделі літаків, які в різні роки базувалися на Конотопському аеродромі, тематичні стенди. 7 вересня 2019 року на території музею відкрито нову експозицію — військовий бункер Вермахту часів Другої світової війни.

## Плани музею
Планується розширення експозиції авіатехніки, створення експозиції авіаційних агрегатів, для чого музей вже має наземний комплекс тренування льотчика НКТЛ-29-39, головні редуктори вертольотів ВР-2 та ВР-24, вертольотні двигуни і ряд інших експонатів. У планах розвитку Конотопського музею авіації залишається відкриття музейної кімнати, де буде представлена експозиція (фотостенди та моделі), яка відображатиме зародження світової авіації та понад сторічну історію авіації у Конотопі, а також колекція військових форм одягу.